# Периодизација
Периодизација је покушај категоризације или дељења неког историјског, еволуционог, геолошког или космолошког времена у дискретне (тачно одређене) именоване целине.
Периодизација је комплексан проблем у историји. Историја је у суштини континуална, па сваки систем периодизације захтева неки спољни суд. Скоро свако динамичко доба је „доба промене“, пошто је то део клишеа, и уопште није потребно делити историјска раздобља у жељи да се створи смисао прошлости или да се артикулишу промене које су се временом догодиле. Такође, различити народи и културе су осетили различите историје, па тиме теже различитим моделима периодизације. Имена раздобља се кроз време увек оспоравају и мењају. Тако неки историчар може тврдити да није било тако нечег као што је ренесанса, док ће други бранити такав концепт.
Разлози за ово су комплексни. Периодизационе целине се често преклапају или су чак контрадикторне једна другој. Потом, одређени периодизациони концепти су прихватљиви само под одређеним условима. Неки имају само културну употребну. Други се одређују према историјским догађајима (међуратне године: 1918—1939), друге су дефинисане декадним бројним системом (1960-те, 17. век). Има их и именованим по доминантним личностима (Викторијанско доба, Елизабетанско доба, Наполеоново доба).
Неке од употреба су, такође, специфичне за одређено поднебље. То се посебно односи на периодизациона имена потекла од личности или владајућих слојева, као што је Џексоново доба у САД, Меиџијанско доба у Јапану или Меровиншко доба у Француској. Термини из културе такође могу имати ограничене домете. Тако концепт „Романтичарског раздобља“ може имати различито значење ван европејске културе, као и нпр. 1960-те, које технички одговарају где год се у свету рачунају године по Нашој ери, али могу имати скуп различитих културних конотација у одређеним земљама. Из тог разлога је могуће рећи "1960-те се никада нису догодиле у Шпанији“, јер тај термин означава сексуалну револуцију, контра-културу, побуне младих итд. које се никада нису догодиле током десетлећа шпанске конзервативне католичке културе под Франковим фашистичким режимом. Исто тако је могуће тврдити, као што то чини историчар Артур Марвик, да 1960-те почињу у касним 1950-им и завршавају се у раним 1970-им. Његов разлог за такву тврдњу су културни и економски услови који дефинишу значење раздобља које покрива више од линеарне целине од 10 године које почињу цифрама 196. То проширено значење се назива „дугим 1960-им“. Такво коришћење је проистекло из историчарског коришћења термина „Дуги деветнаести век" (1789—1914) како би прилагодили декадну хронологију културним и друштвеним фазама. Слично томе, и осамнаести век може трајати од 1714. до 1789. Ерик Хобсбом се такође залагао да се раздобље који се протеже од почетка Првог светског рата до краја Хладног рата назове „Кратким двадесетим веком".